# Basilianen
Basilianen (Latijn: Ordo Basilianus, Ordo Sancti Basilii (Magni), afkorting OSBas) zijn monniken die zich baseren op de Regel van Sint-Basilius de Grote. Zij komen zowel in het oosters als het westers christendom voor:
- Basilianen van Sint Jan: Ordo Basilianus Sancti Iohannis Baptistae (BC) (Baladiti of Suariti)
- Basilianen van Sint Josafat: Ordo Basilianus S. Iosaphat (OSBM)
- Basilianen van Sint Salvator: Ordo Basilianus Sanctissimi Salvatoris Melkitarum (BS) (Melkieten)
- Basilianen van Grottaferrata: Ordo Basilianus Italiae, seu Cryptoferratensis (ObasIt of OSBI)
- Basilianen van Aleppo: Ordo Basilianus Aleppensis Melkitarum (BA)

Ze moeten niet verward worden met de Congregatie van de Paters Basilianen.